# Major League Soccer 2018
Major League Soccer 2018 byl 23. ročník soutěže Major League Soccer působící ve Spojených státech amerických a v Kanadě. Základní část vyhrál tým New York Red Bulls, playoff a celou MLS vyhrál poprvé tým Atlanta United FC. Sezonu 2018 odehrál v dresu Philadelphie Union Bořek Dočkal, který do MLS přišel na roční hostování z čínského Che-nan Ťien-jie. Český záložník odehrál 31 utkání, ve kterých pětkrát skóroval a připsal si 18 asistencí a stal se nejlepším nahrávačem celé ligy.

## Změny a formát soutěže
- Do ligy vstoupil 23. tým, Los Angeles FC, který se připojil do Západní konference.
- Každý tým odehrál v základní části 34 utkání, proti každému týmu ze své konference dvakrát, proti každému týmu z opačné konference pouze jednou. Každý tým Západní konference odehrál jeden zápas navíc proti soupeři ze své konference, každý z Východní dva zápasy navíc.

## Základní část

### Západní konference
| Poř. | Tým                    | Z  | V  | R | P  | VG | OG | B  |
| ---- | ---------------------- | -- | -- | - | -- | -- | -- | -- |
| 1.   | Sporting Kansas City   | 34 | 18 | 8 | 8  | 65 | 40 | 62 |
| 2.   | Seattle Sounders FC    | 34 | 18 | 5 | 11 | 52 | 37 | 59 |
| 3.   | Los Angeles FC         | 34 | 16 | 9 | 9  | 68 | 52 | 57 |
| 4.   | FC Dallas              | 34 | 16 | 9 | 9  | 52 | 44 | 57 |
| 5.   | Portland Timbers       | 34 | 15 | 9 | 10 | 54 | 48 | 54 |
| 6.   | Real Salt Lake         | 34 | 14 | 7 | 13 | 55 | 58 | 49 |
| 7.   | Los Angeles Galaxy     | 34 | 13 | 9 | 12 | 66 | 64 | 48 |
| 8.   | Vancouver Whitecaps FC | 34 | 13 | 8 | 13 | 54 | 67 | 47 |
| 9.   | Houston Dynamo         | 34 | 10 | 8 | 16 | 58 | 58 | 38 |
| 10.  | Minnesota United FC    | 34 | 11 | 3 | 20 | 49 | 71 | 36 |
| 11.  | Colorado Rapids        | 34 | 8  | 7 | 19 | 36 | 63 | 31 |
| 12.  | San Jose Earthquakes   | 34 | 4  | 9 | 21 | 49 | 71 | 21 |

|  | Postup do semifinále konference |
|  | Postup do 1. kola playoff       |

### Východní konference
| Poř. | Tým                    | Z  | V  | R  | P  | VG | OG | B  |
| ---- | ---------------------- | -- | -- | -- | -- | -- | -- | -- |
| 1.   | New York Red Bulls     | 34 | 22 | 5  | 7  | 62 | 33 | 71 |
| 2.   | Atlanta United FC      | 34 | 21 | 6  | 7  | 70 | 44 | 69 |
| 3.   | New York City FC       | 34 | 16 | 8  | 10 | 59 | 45 | 56 |
| 4.   | D.C. United            | 34 | 14 | 9  | 11 | 60 | 50 | 51 |
| 5.   | Columbus Crew SC       | 34 | 14 | 9  | 11 | 43 | 45 | 51 |
| 6.   | Philadelphia Union     | 34 | 15 | 5  | 14 | 49 | 50 | 50 |
| 7.   | Montreal Impact        | 34 | 14 | 4  | 16 | 47 | 53 | 46 |
| 8.   | New England Revolution | 34 | 10 | 11 | 13 | 49 | 55 | 41 |
| 9.   | Toronto FC             | 34 | 10 | 6  | 18 | 59 | 64 | 36 |
| 10.  | Chicago Fire           | 34 | 8  | 8  | 18 | 48 | 61 | 32 |
| 11.  | Orlando City SC        | 34 | 8  | 4  | 22 | 43 | 74 | 28 |

|  | Postup do semifinále konference |
|  | Postup do 1. kola playoff       |

### Celkové pořadí
Poznámka: Celkové pořadí nemá vliv na postup do playoff, ten se rozhoduje podle pořadí v konferencích. Celkové pořadí určuje vítěze MLS Supporters' Shieldu, případného hostujícího týmu MLS Cupu a postup do LM.
| Poř. | Tým                    | Z  | V  | R  | P  | VG | OG | B  |
| ---- | ---------------------- | -- | -- | -- | -- | -- | -- | -- |
| 1.   | New York Red Bulls (C) | 34 | 22 | 5  | 7  | 62 | 33 | 71 |
| 2.   | Atlanta United FC      | 34 | 21 | 6  | 7  | 70 | 44 | 69 |
| 3.   | Sporting Kansas City   | 34 | 18 | 8  | 8  | 65 | 40 | 62 |
| 4.   | Seattle Sounders FC    | 34 | 18 | 5  | 11 | 52 | 37 | 59 |
| 5.   | Los Angeles FC         | 34 | 16 | 9  | 9  | 68 | 52 | 57 |
| 6.   | FC Dallas              | 34 | 16 | 9  | 9  | 52 | 44 | 57 |
| 7.   | Portland Timbers       | 34 | 15 | 9  | 10 | 54 | 48 | 54 |
| 8.   | New York City FC       | 34 | 16 | 8  | 10 | 59 | 45 | 56 |
| 9.   | D.C. United            | 34 | 14 | 9  | 11 | 60 | 50 | 51 |
| 10.  | Columbus Crew SC       | 34 | 14 | 9  | 11 | 43 | 45 | 51 |
| 11.  | Philadelphia Union     | 34 | 15 | 5  | 14 | 49 | 50 | 50 |
| 12.  | Real Salt Lake         | 34 | 14 | 7  | 13 | 55 | 58 | 49 |
| 13.  | Los Angeles Galaxy     | 34 | 13 | 9  | 12 | 66 | 64 | 48 |
| 14.  | Vancouver Whitecaps FC | 34 | 13 | 8  | 13 | 54 | 67 | 47 |
| 15.  | Montreal Impact        | 34 | 14 | 4  | 16 | 47 | 53 | 46 |
| 16.  | New England Revolution | 34 | 10 | 11 | 13 | 49 | 55 | 41 |
| 17.  | Houston Dynamo (P)     | 34 | 10 | 8  | 16 | 58 | 58 | 38 |
| 18.  | Minnesota United FC    | 34 | 11 | 3  | 20 | 49 | 71 | 36 |
| 19.  | Toronto FC (CC)        | 34 | 10 | 6  | 18 | 59 | 64 | 36 |
| 20.  | Chicago Fire           | 34 | 8  | 8  | 18 | 48 | 61 | 32 |
| 21.  | Colorado Rapids        | 34 | 8  | 7  | 19 | 36 | 63 | 31 |
| 22.  | Orlando City SC        | 34 | 8  | 4  | 22 | 43 | 74 | 28 |
| 23.  | San Jose Earthquakes   | 34 | 4  | 9  | 21 | 49 | 71 | 21 |

Vysvětlivky: (C) – vítěz MLS Supporters' Shield, (P) – vítěz US Open Cup, (CC) – vítěz Canadian Championship
|  | Postup do Ligy mistrů CONCACAF 2019                               |
|  | Vítěz Canadian Championship – postup do Ligy mistrů CONCACAF 2019 |

## Playoff
Poznámka: U semifinále a finále konferencí uváděno celkové skóre po dvou zápasech.
|  | 1. kolo | 1. kolo            | 1. kolo              |                  |   | Semifinále konference | Semifinále konference | Semifinále konference |  |    | Finále konference    | Finále konference | Finále konference |  |    | MLS Cup          | MLS Cup | MLS Cup |
|  |         |                    |                      |                  |   |                       |                       |                       |  |    |                      |                   |                   |  |    |                  |         |         |
|  |         |                    |                      |                  |   |                       |                       |                       |  |    |                      |                   |                   |  |    |                  |         |         |
|  |         | W1                 | Sporting Kansas City | 5                |   |                       |                       |                       |  |    |                      |                   |                   |  |    |                  |         |         |
|  |         |                    |                      | 5                |   |                       |                       |                       |  |    |                      |                   |                   |  |    |                  |         |         |
|  |         |                    | W6                   | Real Salt Lake   | 3 |                       |                       |                       |  |    |                      |                   |                   |  |    |                  |         |         |
|  | W3      | Los Angeles FC     | W6                   | Real Salt Lake   | 3 | 2                     |                       |                       |  |    |                      |                   |                   |  |    |                  |         |         |
|  | W3      | Los Angeles FC     |                      |                  |   | 2                     |                       |                       |  |    |                      |                   |                   |  |    |                  |         |         |
|  | W6      | Real Salt Lake     | 3                    |                  |   |                       |                       |                       |  |    |                      |                   |                   |  |    |                  |         |         |
|  | W6      | Real Salt Lake     | 3                    |                  |   |                       |                       |                       |  | W1 | Sporting Kansas City | 2                 |                   |  |    |                  |         |         |
|  |         |                    |                      |                  |   |                       |                       |                       |  | W1 | Sporting Kansas City | 2                 |                   |  |    |                  |         |         |
|  |         | W5                 | Portland Timbers     | 3                |   |                       |                       |                       |  |    |                      |                   |                   |  |    |                  |         |         |
|  |         | W5                 | Portland Timbers     | 3                |   |                       |                       |                       |  |    |                      |                   |                   |  |    |                  |         |         |
|  |         |                    |                      |                  |   |                       |                       |                       |  |    |                      |                   |                   |  |    |                  |         |         |
|  |         |                    |                      |                  |   |                       |                       |                       |  |    |                      |                   |                   |  |    |                  |         |         |
|  |         | W2                 | Seattle Sounders FC  | 4                |   |                       |                       |                       |  |    |                      |                   |                   |  |    |                  |         |         |
|  |         |                    |                      | 4                |   |                       |                       |                       |  |    |                      |                   |                   |  |    |                  |         |         |
|  |         |                    | W5                   | Portland Timbers | 4 |                       |                       |                       |  |    |                      |                   |                   |  |    |                  |         |         |
|  | W4      | FC Dallas          | W5                   | Portland Timbers | 4 | 1                     |                       |                       |  |    |                      |                   |                   |  |    |                  |         |         |
|  | W4      | FC Dallas          |                      |                  |   | 1                     |                       |                       |  |    |                      |                   |                   |  |    |                  |         |         |
|  | W5      | Portland Timbers   | 2                    |                  |   |                       |                       |                       |  |    |                      |                   |                   |  |    |                  |         |         |
|  | W5      | Portland Timbers   | 2                    |                  |   |                       |                       |                       |  |    |                      |                   |                   |  | W5 | Portland Timbers | 0       |         |
|  |         |                    |                      |                  |   |                       |                       |                       |  |    |                      |                   |                   |  | W5 | Portland Timbers | 0       |         |
|  |         | E2                 | Atlanta United FC    | 2                |   |                       |                       |                       |  |    |                      |                   |                   |  |    |                  |         |         |
|  |         | E2                 | Atlanta United FC    | 2                |   |                       |                       |                       |  |    |                      |                   |                   |  |    |                  |         |         |
|  |         |                    |                      |                  |   |                       |                       |                       |  |    |                      |                   |                   |  |    |                  |         |         |
|  |         |                    |                      |                  |   |                       |                       |                       |  |    |                      |                   |                   |  |    |                  |         |         |
|  |         | E1                 | New York Red Bulls   | 3                |   |                       |                       |                       |  |    |                      |                   |                   |  |    |                  |         |         |
|  |         |                    |                      | 3                |   |                       |                       |                       |  |    |                      |                   |                   |  |    |                  |         |         |
|  |         |                    | E5                   | Columbus Crew SC | 2 |                       |                       |                       |  |    |                      |                   |                   |  |    |                  |         |         |
|  | E4      | D.C. United        | E5                   | Columbus Crew SC | 2 | 2                     |                       |                       |  |    |                      |                   |                   |  |    |                  |         |         |
|  | E4      | D.C. United        |                      |                  |   | 2                     |                       |                       |  |    |                      |                   |                   |  |    |                  |         |         |
|  | E5      | Columbus Crew SC   | 2                    |                  |   |                       |                       |                       |  |    |                      |                   |                   |  |    |                  |         |         |
|  | E5      | Columbus Crew SC   | 2                    |                  |   |                       |                       |                       |  | E1 | New York Red Bulls   | 1                 |                   |  |    |                  |         |         |
|  |         |                    |                      |                  |   |                       |                       |                       |  | E1 | New York Red Bulls   | 1                 |                   |  |    |                  |         |         |
|  |         | E2                 | Atlanta United FC    | 3                |   |                       |                       |                       |  |    |                      |                   |                   |  |    |                  |         |         |
|  |         | E2                 | Atlanta United FC    | 3                |   |                       |                       |                       |  |    |                      |                   |                   |  |    |                  |         |         |
|  |         |                    |                      |                  |   |                       |                       |                       |  |    |                      |                   |                   |  |    |                  |         |         |
|  |         |                    |                      |                  |   |                       |                       |                       |  |    |                      |                   |                   |  |    |                  |         |         |
|  |         | E2                 | Atlanta United FC    | 4                |   |                       |                       |                       |  |    |                      |                   |                   |  |    |                  |         |         |
|  |         |                    |                      | 4                |   |                       |                       |                       |  |    |                      |                   |                   |  |    |                  |         |         |
|  |         |                    | E3                   | New York City FC | 1 |                       |                       |                       |  |    |                      |                   |                   |  |    |                  |         |         |
|  | E3      | New York City FC   | E3                   | New York City FC | 1 | 3                     |                       |                       |  |    |                      |                   |                   |  |    |                  |         |         |
|  | E3      | New York City FC   |                      |                  |   | 3                     |                       |                       |  |    |                      |                   |                   |  |    |                  |         |         |
|  | E6      | Philadelphia Union | 1                    |                  |   |                       |                       |                       |  |    |                      |                   |                   |  |    |                  |         |         |

### Finále
| 8. prosince 2018 20:00 (UTC-5)        |       |                  |                                                                             |
| Atlanta United FC                     | 2 : 0 | Portland Timbers | Mercedes-Benz Stadium, Atlanta, Georgie diváci: 73 019 rozhodčí: Alan Kelly |
| Josef Martínez 39' Franco Escobar 54' |       |                  | Mercedes-Benz Stadium, Atlanta, Georgie diváci: 73 019 rozhodčí: Alan Kelly |

| Atlanta United FC | Portland Timbers |

| GK              | 1  | Brad Guzan             |       |       |
| CB              | 18 | Jeff Larentowicz       |       |       |
| CB              | 3  | Michael Parkhurst (C)  |       |       |
| CB              | 5  | Leandro González Pírez |       |       |
| RWB             | 2  | Franco Escobar         |       |       |
| LWB             | 4  | Greg Garza             |       | 90+2' |
| CM              | 6  | Darlington Nagbe       |       |       |
| CM              | 11 | Eric Remedi            |       |       |
| CM              | 24 | Julian Gressel         |       |       |
| CF              | 7  | Josef Martínez         |       | 76'   |
| CF              | 10 | Miguel Almirón         |       | 90+1' |
| Náhradníci:     |    |                        |       |       |
| GK              | 25 | Alec Kann              |       |       |
| DF              | 12 | Miles Robinson         |       |       |
| MF              | 8  | Ezequiel Barco         |       | 90+1' |
| MF              | 16 | Chris McCann           | 90+4' | 90+2' |
| MF              | 32 | Kevin Kratz            |       |       |
| FW              | 15 | Héctor Villalba        |       | 76'   |
| FW              | 19 | Brandon Vazquez        |       |       |
| Trenér:         |    |                        |       |       |
| Gerardo Martino |    |                        |       |       |

| GK                | 1  | Jeff Attinella   |     |     |
| RB                | 16 | Zarek Valentin   |     |     |
| CB                | 33 | Larrys Mabiala   |     |     |
| CB                | 24 | Liam Ridgewell   |     |     |
| LB                | 4  | Jorge Villafaña  |     |     |
| CM                | 21 | Diego Chará      | 80' |     |
| CM                | 20 | David Guzmán     |     | 82' |
| RW                | 11 | Andy Polo        |     | 68' |
| AM                | 8  | Diego Valeri (C) |     |     |
| LW                | 10 | Sebastián Blanco |     |     |
| CF                | 17 | Jeremy Ebobisse  |     | 59' |
| Náhradníci:       |    |                  |     |     |
| GK                | 12 | Steve Clark      |     |     |
| DF                | 2  | Alvas Powell     |     | 82' |
| DF                | 25 | Bill Tuiloma     |     |     |
| MF                | 13 | Lawrence Olum    |     |     |
| MF                | 14 | Andrés Flores    |     |     |
| FW                | 26 | Lucas Melano     |     | 59' |
| FW                | 27 | Dairon Asprilla  |     | 68' |
| Trenér:           |    |                  |     |     |
| Giovanni Savarese |    |                  |     |     |

#### Vítěz
| Major League Soccer 2018 Atlanta United FC 1. titul B: Christensen, Guzan, Hildebrandt, Kann O: Ambrose, Bello, Escobar, Garza, González Pírez, Hernández, McCann, Parkhurst, Robinson, Zizzo Z: Almirón, Barco, Carleton, Goslin, Gressel, Kratz, Kunga, Larentowicz, Nagbe, Remedi, Villalba, Wheeler-Omiunu Ú: Martínez, Vazquez, Williams Trenér: Gerardo Martino |

## Statistiky

### Góly
| Poř. | Hráč                    | Tým                    | Gól |
| ---- | ----------------------- | ---------------------- | --- |
| 1.   | Josef Martínez          | Atlanta United FC      | 31  |
| 2.   | Zlatan Ibrahimović      | Los Angeles Galaxy     | 22  |
| 3.   | Bradley Wright-Phillips | New York Red Bulls     | 20  |
| 4.   | Mauro Manotas           | Houston Dynamo         | 19  |
| 4.   | Gyasi Zardes            | Columbus Crew SC       | 19  |
| 6.   | Ignacio Piatti          | Montreal Impact        | 16  |
| 7.   | Nemanja Nikolić         | Chicago Fire           | 15  |
| 8.   | Kei Kamara              | Vancouver Whitecaps FC | 14  |
| 8.   | Ola Kamara              | Los Angeles Galaxy     | 14  |
| 8.   | Carlos Vela             | Los Angeles FC         | 14  |
| 8.   | David Villa             | New York City FC       | 14  |
|      |                         |                        |     |
| 74.  | mj. Bořek Dočkal        | Philadelphia Union     | 5   |

### Asistence
| Poř. | Hráč                     | Tým                 | A  |
| ---- | ------------------------ | ------------------- | -- |
| 1.   | Bořek Dočkal             | Philadelphia Union  | 18 |
| 2.   | Luciano Acosta           | D.C. United         | 17 |
| 3.   | Nicolás Lodeiro          | Seattle Sounders FC | 16 |
| 3.   | Maximiliano Moralez      | New York City FC    | 16 |
| 5.   | Sebastian Giovinco       | Toronto FC          | 15 |
| 5.   | Darwin Quintero          | Minnesota United FC | 15 |
| 7.   | Miguel Almirón           | Atlanta United FC   | 14 |
| 7.   | Julian Gressel           | Atlanta United FC   | 14 |
| 7.   | Alejandro Romero Gamarra | New York Red Bulls  | 14 |
| 10.  | Tomás Martínez           | Houston Dynamo      | 13 |
| 10.  | Ignacio Piatti           | Montreal Impact     | 13 |
| 10.  | Carlos Vela              | Los Angeles FC      | 13 |

### Čistá konta
| Poř. | Hráč           | Tým                  | 0  |
| ---- | -------------- | -------------------- | -- |
| 1.   | Luis Robles    | New York Red Bulls   | 14 |
| 2.   | Tim Melia      | Sporting Kansas City | 13 |
| 3.   | Andre Blake    | Philadelphia Union   | 10 |
| 3.   | Evan Bush      | Montreal Impact      | 10 |
| 3.   | Sean Johnson   | New York City FC     | 10 |
| 3.   | Tyler Miller   | Los Angeles FC       | 10 |
| 3.   | Zack Steffen   | Columbus Crew SC     | 10 |
| 8.   | David Bingham  | Los Angeles Galaxy   | 8  |
| 8.   | Brad Guzan     | Atlanta United FC    | 8  |
| 10.  | Jeff Attinella | Portland Timbers     | 7  |
| 10.  | Stefan Frei    | Seattle Sounders FC  | 7  |
| 10.  | Nick Rimando   | Real Salt Lake       | 7  |

## Ocenění

### Hráč a tým týdne
| #  | Hráč týdne                                   | Tým týdne |
| -- | -------------------------------------------- | --- |
| 1  | Danny Hoesen (San Jose Earthquakes)          | Miller – Valenzuela, Elliott, Senderos, Abubakar – Davies, Higuaín, Meram, Medina – Elis, Hoesen                        |
| 2  | Diego Rossi (Los Angeles FC)                 | Turner – Tierney, Escobar, Tinnerholm – Medina, Gutiérrez, Finlay, Gressel – Rossi, K. Kamara, Vela                     |
| 3  | Josef Martínez (Atlanta United FC)           | Rimando – Fanni, Elliott, Zusi – Piatti, Lamah, Díaz, Taïder, Moralez – J. Martínez, Elis                               |
| 4  | Bradley Wright-Phillips (New York Red Bulls) | Howard – Valenzuela, Steres, Tuiloma – Penilla, Muyl, Gutiérrez, Higuaín, C. Martínez – Wright-Phillips, Tajouri-Shradi |
| 5  | Zlatan Ibrahimović (Los Angeles Galaxy)      | Johnson – Opara, Parkhurst, Wynne – Vela, I. Sánchez, Schweinsteiger, Penilla – Badji, Ibrahimović, Altidore            |
| 6  | Tim Melia (Sporting Kansas City)             | Melia – Lennon, Parkhurst, Schweinsteiger, Farrell – Gressel, Zahibo, Bedoya, Fagúndez – Russell, Dwyer                 |
| 7  | Alvas Powell (Portland Timbers)              | Clark – Cole, Chanot, Powell – T. Martínez, Kljestan, Hayes, Moralez, Almirón – Vela, Quintero                          |
| 8  | Johnny Russell (Sporting Kansas City)        | R. Sánchez – Hedges, Mabiala, Dielna – Piatti, Croizet, Alonso, Almirón – Quioto, Russell, Mueller                      |
| 9  | Miguel Almirón (Atlanta United FC)           | Shuttleworth – Sweat, Ciman, Dielna – Almirón, Yotún, Dočkal, Kaku, Davies – Villa, Wright-Phillips                     |
| 10 | Ignacio Piatti (Montreal Impact)             | Shuttleworth – Abubakar, Calvo, Parker – Piatti, Kaku, Yotún, Adams – Sallói, Jackson-Hamel, Giovinco                   |
| 11 | Gyasi Zardes (Columbus Crew SC)              | Melia – Waston, Parker, Svensson – Díaz, Kaye, Rusnák, I. Sánchez, Penilla – Zardes, Bunbury                            |
| 12 | Bradley Wright-Phillips (New York Red Bulls) | Shuttleworth – Matarrita, Mensah, Murillo – Telfer, Durkin, Dočkal, Kaku – Wright-Phillips, Villa, Elis                 |
| 13 | Cristian Techera (Vancouver Whitecaps FC)    | González – D. Acosta, McKenzie, Fuenmayor, Williams – M. Ibarra, Artur, Penilla – Techera, Armenteros, Elis             |
| 14 | Josef Martínez (Atlanta United FC)           | Turner – D. Acosta, Hollingshead, Zusi – Díaz, Almirón, Higuaín, Vargas – Tajouri-Shradi, J. Martínez, Bunbury          |
| 15 | Alphonso Davies (Vancouver Whitecaps FC)     | Guzan – Opara, Kappelhof, Afful – Davies, T. Martínez, Lodeiro, Moralez, Osorio – Diomande, Ibrahimović                 |
| 16 | Ignacio Piatti (Montreal Impact)             | Bush – Kutler, Parkhurst, Hagglund, T. Smith – Fagúndez, Katai, Larentowicz, Asad – Piatti, Hoesen                      |
| 17 | Bořek Dočkal (Philadelphia Union)            | Attinela – Ciman, Long, McKenzie – Dočkal, Piette, Adams, Gashi – Sallói, Berget, Katai                                 |
| 18 | Adama Diomande (Los Angeles FC)              | Robles – Mabiala, Hedges, T. Smith, Camacho – Almirón, Valeri, Sosa – Diomande, Ibrahimović, Katai                      |
| 19 | Darwin Quintero (Minnesota United FC)        | Frei – Senderos, González Pírez, Chanot – Taïder, Savarino, Kaye, Valeri – Armenteros, Diomande, Quintero               |
| 20 | Jesús Medina (New York City FC)              | Johnson – Callens, Ziegler, Ford – Piatti, Rzatkowski, Chará, Arriola, Pontius – Quintero, Dwyer                        |
| 21 | Josef Martínez (Atlanta United FC)           | Shuttleworth – Ciani, Kim, Fanni – Piatti, Osorio, Trapp, Lodeiro – Quintero, J. Martínez, Ramirez                      |
| 22 | Zlatan Ibrahimović (Los Angeles Galaxy)      | Frei – Afful, Mavinga, Kim – Barrios, Giovinco, Dočkal, Canouse, Davies – Ibrahimović, J. Martínez                      |
| 23 | Valeri Qazaishvili (San Jose Earthquakes)    | Bush – Castillo, Kašia, Opara – Plata, Kreilach, Alonso, Adams – Qazaishvili, J. Martínez, Giovinco                     |
| 24 | Luciano Acosta (D.C. United)                 | Marinovic – Besler, Elliott, Marshall – L. Acosta, K. Acosta, Adams, Lodeiro – Tajouri-Shradi, Zardes, Rooney           |
| 25 | Wayne Rooney (D.C. United)                   | Miller – Lovitz, Elliott, Marshall – L. Acosta, Rusnák, Aránguiz, Canouse, Lodeiro – Rubio, Savarino                    |
| 26 | Josef Martínez (Atlanta United FC)           | Blake – Sinovic, Ibeagha, Kim, Lawrence – Reyna, Kaku, Bradley – Savarino, J. Martínez, Giovinco                        |
| 27 | Damir Kreilach (Real Salt Lake)              | Hamid – B. Smith, Fanni, Afful – Rusnák, Qazaishvili, Alonso, L. Acosta – Vela, Kreilach, Savarino                      |
| 28 | Sebastián Blanco (Portland Timbers)          | Melia – Sinovic, Birnbaum, Anibaba, Valentin – Blanco, Sands, Gutiérrez – Wright, Villa, Ebobisse                       |
| 29 | Bradley Wright-Phillips (New York Red Bulls) | Miller – Lovitz, Mensah, Gressel – Piatti, Almirón, L. Acosta, Elis – Gerso, Wright-Phillips, Ruidíaz                   |
| 30 | Jay Simpson (Philadelphia Union)             | McCarthy – Zimmerman, Trusty, Gressel – Almirón, Quintero, Higuaín, Urruti – R. Ibarra, O. Kamara, Simpson              |
| 31 | Luciano Acosta (D.C. United)                 | Blake – Glad, Parker, Cannon – Vázquez, L. Acosta, Mihailovic, Rzatkowski, Lodeiro – Ibrahimović, Rooney                |
| 32 | Sebastián Blanco (Portland Timbers)          | Bush – Bello, Long, Rosenberry – Sebastián Blanco, Taïder, Urruti, Teibert – Diomande, Rooney, Picault                  |
| 33 | Carlos Vela (Los Angeles FC)                 | Hamid – Silva, Mancienne, Miller – Asad, Caldwell, Canouse, Ulloa, Bassett – Penilla, Vela                              |
| 34 | Wayne Rooney (D.C. United)                   | Melia – Marshall, Birnbaum, Matt Belser – L. Acosta, Lodeiro, Yotún, Blanco – Sallói, Ibrahimović, Rooney               |
| 35 | Gyasi Zardes (Columbus Crew SC)              | Turner – Fuenmayor, Parker, Besler, DeLeon – Davies, Janson, Bassett – Manotas, Ruidíaz, Zardes                         |

### Nejlepší hráči
- Nejlepší hráč:  Josef Martínez (Atlanta United FC)
- MLS Golden Boot:  Josef Martínez (Atlanta United FC)
- Obránce roku:  Aaron Long (Columbus Crew SC)
- Brankář roku:  Zack Steffen (Columbus Crew SC)
- Nováček roku:  Corey Baird (Real Salt Lake)
- Nejlepší nově příchozí hráč roku:  Zlatan Ibrahimović (Los Angeles Galaxy)
- Trenér roku:  Gerardo Martino (Atlanta United FC)
- Comeback roku:  Gyasi Zardes (Columbus Crew SC)
- Gól roku:  Zlatan Ibrahimović (Los Angeles Galaxy)
- Zákrok roku:  Stefan Frei (Seattle Sounders FC)
- Cena Fair Play:  Valeri Qazaishvili (San Jose Earthquakes)
- Humanista roku:  Matt Lampson (Minnesota United FC)

#### MLS Best XI 2018
| Brankář                         | Obránci                                                                                                 | Záložníci | Útočníci                                                                                              |
| ------------------------------- | --- | --- | --- |
| Zack Steffen (Columbus Crew SC) | Kemar Lawrence (New York Red Bulls) Aaron Long (New York Red Bulls) Chad Marshall (Seattle Sounders FC) | Luciano Acosta (D.C. United) Miguel Almirón (Atlanta United FC) Ignacio Piatti (Montreal Impact) Carlos Vela (Los Angeles FC) | Zlatan Ibrahimović (Los Angeles Galaxy) Josef Martínez (Atlanta United FC) Wayne Rooney (D.C. United) |